# 秀丽莓
秀丽莓（学名：Rubus amabilis）是蔷薇科悬钩子属的植物，为中国的特有植物。分布于中国大陆的 山西、陕西、湖北、河南、甘肃、青海、四川等地，生长于海拔1,000米至3,700米的地区，多生长在沟边、山麓及山谷丛林中，目前尚未由人工引种栽培。

## 异名
- Rubus amabilis Focke var. microcarpus Yu et Lu